# Comuna de Irządze
Irządze (polaco: Gmina Irządze) é uma gminy (comuna) na Polónia, na voivodia de Santa Cruz e no condado de Zawierciański. A sede do condado é a cidade de Irządze.
De acordo com os censos de 2007, a comuna tem 2885 habitantes, com uma densidade 39,2 hab/km².

## Área
Estende-se por uma área de 73,55 km², incluindo:
- área agricola: 65%
- área florestal: 24%

## Demografia
Dados de 30 de Junho 2004:
|                      | Total   | Total | Mulheres | Mulheres | Homens  | Homens |
| -------------------- | ------- | ----- | -------- | -------- | ------- | ------ |
|                      | pessoas | %     | pessoas  | %        | pessoas | %      |
| População            | 2939    | 100   | 1467     | 49,9     | 1472    | 50,1   |
| Densidade (pop./km²) | 40      | 100   | 19,9     | 19,9     | 20      | 20     |

De acordo com dados de 2002, o rendimento médio per capita ascendia a 1304,35 zł.

## Subdivisões
- Bodziejowice, Irządze, Mikołajewice, Sadowie, Wilgoszcza, Wilków, Witów, Woźniki, Wygiełzów, Zawada Pilicka, Zawadka.

## Comunas vizinhas
- Kroczyce, Lelów, Niegowa, Szczekociny